# Colorado Rapids
Colorado Rapids er en amerikansk fodboldklub fra byen Commerce City ved Denver i Colorado. Klubben spiller i landets bedste liga, Major League Soccer, og har hjemmebane på stadionet Dick's Sporting Goods Park. Klubben blev grundlagt i 1996 i forbindelse med stiftelsen af Major League Soccer, og har spillet med i ligaen lige siden. Holdet vandt mesterskabet i 2010 og er én gang yderligere, i 1997, sluttet på andenpladsen.

## Titler
- Major League Soccer (1): 2010

## Kendte spillere
| - Junior Agogo (2000–2001) - Marcelo Balboa (1996–2001) - Shaun Bartlett (1996–1997) - Kyle Beckerman (2002–2007) - Dedi Ben Dayan (2005–2006) - Nat Borchers (2003–2005) - Paul Bravo (1997–2001) - José Cancela (2007–2008) - Joe Cannon (2003–2006) - Mark Chung (2002–2005) - Colin Clark (2006–2010) - Terry Cooke (2005–2009) - Bouna Coundoul (2005–2009) - Robin Fraser (2001–2003) - Cory Gibbs (2008–2010) - Marcus Hahnemann (1997–1999) - Denis Hamlett (1996) | - Chris Henderson (1996–1998), (2002–2005) - Ugo Ihemelu (2006–2009) - Aitor Karanka (2006) - Jovan Kirovski (2005–2008) - Anders Limpar (1999–2000) - Clint Mathis (2006) - Alain Nkong (2005–2006) - Daniel Osorno (2007) - Raúl Palacios (2002) - Adrian Paz (1997–1998) - Waldir Saenz (1998) - Jacob Peterson (2006–2009) - John Spencer (2001–2004) - Steve Trittschuh (1996–1999) - Carlos Valderrama (2001–2002) - Jorge Dely Valdes (1999–2000) - Chris Woods (1996) |

## Danske spillere
- Andreas Maxsø 2023-

## Trænere
Samtlige trænere i Colorado Rapids siden Major League Soccers start i 1996:
- Bob Houghton (1996)
- Roy Wegerle (1996),
- Glenn Myernick (1997–2000)
- Tim Hankinson (2001–2004)
- Fernando Clavijo (2005–2008)
- Gary Smith (2008–)